# Alberto Moncayo
Alberto Moncayo (Cádiz, 1991. július 23. –) spanyol motorversenyző, jelenleg a MotoGP 125 köbcentiméteres géposztályának tagja.
A sorozatban 2008-ban mutatkozhatott be, ekkor egy futamon indult. 2009-ben újabb két versenyen kapott lehetőséget. Pontot eddig nem szerzett.